# کاخ کاروندلت
کاخ کاروندلت (اسپانیایی: Palacio de Carondelet) مقر دولت جمهوری در اکوادور است که در کیتو واقع شده است. دسترسی به آن از طریق فضای عمومی معروف به میدان استقلال یا پلازا گرانده فراهم می‌شود و در پیرامون آن کاخ اسقف اعظم، کاخ شهرداری، هتل پلازا گرانده و کلیسای جامع متروپولیتن نیز قرار دارند.
تاریخچه این بنای نمادین به دوران استعمار، در حدود سال ۱۵۷۰ میلادی می‌رسد و بر جای خانه‌های سلطنتی سابق شهر کیتو ساخته شده است.